# Peter Schwieger
Peter Schwieger is een Duits tibetoloog en professor aan de Rheinische Friedrich-Wilhelms Universiteit in Bonn.
Hij studeerde vergelijkende Godsdienstwetenschap, Filosofie en Tibetologie. Hierop werd hij wetenschappelijk medewerker aan de Academie van Wetenschappen van Göttingen. In 1982 werd hij benoemd tot doctor in het vak Tibetologie en in 1995 werd hij gehabiliteerd.
In 2001 werd hij visiting professor Tibetologie aan de Humboldt-Universiteit in Berlijn en in september van hetzelfde jaar nam hij de leerstoel Tibetologie in aan de afdeling voor Mongolistiek en Tibetstudies van het Instituut voor Oriënt- en Aziëwetenschappen (IOA) van de Universiteit van Bonn.
Samen met initiatiefnemer Dieter Schuh en andere vooraanstaande tibetologen als Christopher Beckwith heeft hij zich verbonden aan het IITBS dat onder meer vanuit Zwitserland het project Tibet-Enyclopaedia op heeft gezet.